# Хван Чан Ир
Хван Чан Ир (1893 год, Корея — 1966) — звеньевой колхоза «Авангард» Чиилийского района Кзыл-Ординской области, Казахская ССР. Герой Социалистического Труда (1949).

## Биография
Родился в 1893 году в Корее.
После депортации корейцев был выслан в Узбекистан, где трудился на строительстве Ферганского канала.
В 1940 году ему определили спецпоселение в Чиилийском районе Кызыл-Ординской области Казахской ССР. Работал разнорабочим в колхозе «Авангард» Чиилийского района в селе Акмая. Был назначен звеньевым рисоводческого звена.
В 1948 году звено под руководством Хван Чан Ира собрало в среднем по 61,5 центнеров риса с каждого гектара на участке площадью 20 гектаров и по 80 центнеров с каждого гектара на участке площадью 10 гектаров. Указом Президиума Верховного Совета СССР от 20 мая 1949 года «за получение высоких урожаев в 1948 году» удостоен звания Героя Социалистического Труда с вручением ордена Ленина и золотой медали «Серп и Молот».
С 1953 года проживал на хуторе Весёлый Ростовской области. Работал рисоводом в местном колхозе имени Маленкова.

## Награды
- Герой Социалистического Труда — указом Президиума Верховного Совета СССР 20 мая 1949 года
- Орден Ленина